# Ruflorinia
Ruflorinia è un genere di foglie fossili dall'Argentina che fanno parte dell'ordine Caytoniales.

## Tassonomia
Il genere fu stabilito da Sergio Archangelsky su materiale dalla formazione Anfiteatro de Ticó, Argentina, con la specie tipo Ruflorinia sierra. Il nome celebra il paleobotanico svedese Rudolf Florin. Altre due specie (R. pilifera and R. papillosa) furono descritte successivamente dalla stessa località e un'altra (R.orlandoi) fu descritta dalla formazione Springhill in Argentina.

## Paleoecologia
Nella formazione Anfiteatro de Ticó, le foglie di questo genere sono trovate in associazione con gli organi ovuliferi Ktalenia (probabilmente prodotti dalla stessa pianta), i rami di conifera del genere Brachyphyllum,e le foglie di Mesodescolea. I depositi fluviali dove i fossili sono trovati non dimostrano evidenza di trasporto .